# Franco Mastantuono
Franco Mastantuono (Azul, 14 augustus 2007) is een Argentijns voetballer die bij voorkeur als middenvelder speelt. Hij speelt bij Real Madrid.

## Carrière

### Voetballer

#### Jeugd
Mastanuono begon op driejarige leeftijd met voetballen bij een lokale club, River de Azul, waar zijn vader coach was. Op elfjarige leeftijd verkoos hij een verblijf bij Club Cemento over een stap naar River Plate omdat zijn ouders wilde dat hij een tenniscarrière zou blijven nastreven. Mastanuono was als tennisser actief op nationaal niveau.

#### River Plate
In 2019 besloot Mastanuono alsnog in te gaan op het aanbod van River Plate en kwam daar in de jeugdopleiding terecht. Enkele jaren later, in augustus 2023, tekende hij zijn eerste profcontract bij de club. Hoofdtrainer Martín Demichelis riep hem de volgende maand voor het eerst op voor de training van het eerste elftal.
Het daaropvolgende seizoen, 2024, maakte Mastanuono definitief de stap naar het eerste elftal. Zijn onofficiële debuut volgde in een vriendschappelijke wedstrijd tegen het Mexicaanse Monterrey. Eind januari 2024 werd Mastanuono na Omar Rossi en Mateo Musacchio de derde jongste speler ooit in een officiële competities. In de Copa de la Liga Profesional tegen Argentinos Juniors viel hij in voor Facundo Colidio. Zijn eerste doelpunt voor River Plate volgde op 8 februari in de Copa Argentina-wedstrijd tegen Excursionistas. Daarmee werd hij de club's jongste doelpuntenmaker ooit, een record dat hij overnam van Javier Saviola.
Mastanuono speelde in de jeugd bij River de Azul, Club Cemento en River Plate. In januari 2024 debuteerde hij voor River Plate tegen Argentinos Juniors. Op 8 februari 2024 scoorde Mastanuono in de Copa Argentina tegen CA Excursionistas.

#### Real Madrid
Real Madrid maakte op 13 juni 2025 bekend dat Mastanuono de overstap naar de Spaanse hoofdstad zou maken. Hij tekende een zesjarig contract bij de recordwinnaar van de UEFA Champions League.
1 Armani ·
2 Maidana ·
3 Gallardo ·
4 Moreira ·
5 Zuculini ·
6 Lollo ·
7 Mora ·
8 Quintero ·
9 Álvarez ·
10 Martínez ·
11 De La Cruz ·
12 Centurión ·
14 Lux ·
15 Palacios ·
16 Sibille ·
17 Martínez ·
18 Mayada ·
19 Borré ·
20 Casco ·
21 Ferreira ·
22 Pinola ·
23 Ponzio  ·
24 Pérez ·
25 Bologna ·
26 Fernández ·
27 Pratto ·
28 Martínez ·
29 Montiel ·
30 Rollheiser ·
31 García ·
32 Scocco ·
33 Picazzo ·
34 Beltrán ·
35 Moya ·
36 Vera ·
37 Aguirre ·
39 Olivera ·
40 Salto ·
41 Petroli ·
Coach: Gallardo
· Assistent-coach: Biscay
· Assistent-coach: Buján